# Шпринц, Франц
Франц Шпринц (нем. Franz Sprinz; 9 февраля 1904, Фридрихсхафен, Германская империя — 21 июня 1975, Фридрихсхафен, ФРГ) — штурмбаннфюрер СС, начальник гестапо в Кёльне, командир айнзацкоманды 8 в Венгрии и айнзацкоманды 10b в Хорватии, входившей в состав айнзацгруппы E.

## Биография
Франц Шпринц родился 9 февраля 1904 года в семье аптекаря. Посещал народную школу и гимназию в Фридрихсхафене. В 1922 году окончил гуманитарную гимназию в Равенсбурге. Изучал экономику и право в университетах Тюбингена, Берлина и Мюнхена. Осенью 1930 года сдал первый государственный экзамен, а в январе 1935 года — второй. В 1936 году вышел из католической церкви.
В 1932 году вступил в НСДАП (билет № 1286151) и в Штурмовые отряды (СА). В 1935 году был зачислен в СД и СС (№ 267264). Впоследствии служил в оберабшните СД «Юго-Запад» в Штутгарте, в отделе культуры, а в 1937 году стал руководителем штаба СД в Алленштайне. С 1940 по февраль 1942 года был заместителем начальника гестапо в Дортмунде. С мая 1942 года и до конца 1943 года был руководителем кёльнского гестапо. На этой должности сыграл важную роль в депортации евреев в концлагеря Терезиенштадт, Освенцим и гетто в Восточной Европе. В 1944 году был назначен руководителем айнзацкоманды 8 в Штульвайссенберге в Венгрии. В январе 1945 года был направлен в Хорватию, где возглавил айнзацкоманду 10b. После расформирования подразделения был отправлен в юнкерскую школу СС в Клагенфурте.
После войны был арестован в советской зоне оккупации, однако бежал и позже попал в американский плен, где представился солдатом СС в звании унтершарфюрера. В июне 1946 году был освобождён и впоследствии вернулся в Дортмунд к своей жене. 22 ноября  1952 года был повторно арестован и находился в предварительном заключении до 28 ноября. В 1953 году предстал перед земельным судом Кёльна по обвинению в пособничестве в убийстве в 4 случаях, связанных с повешением польских подневольных рабочих. 9 июля 1954 года Шпринц был приговорён к 3 годам тюремного заключения за его роль в депортации кёльнских евреев. Умер в 1975 году.